# FIFA 발롱도르

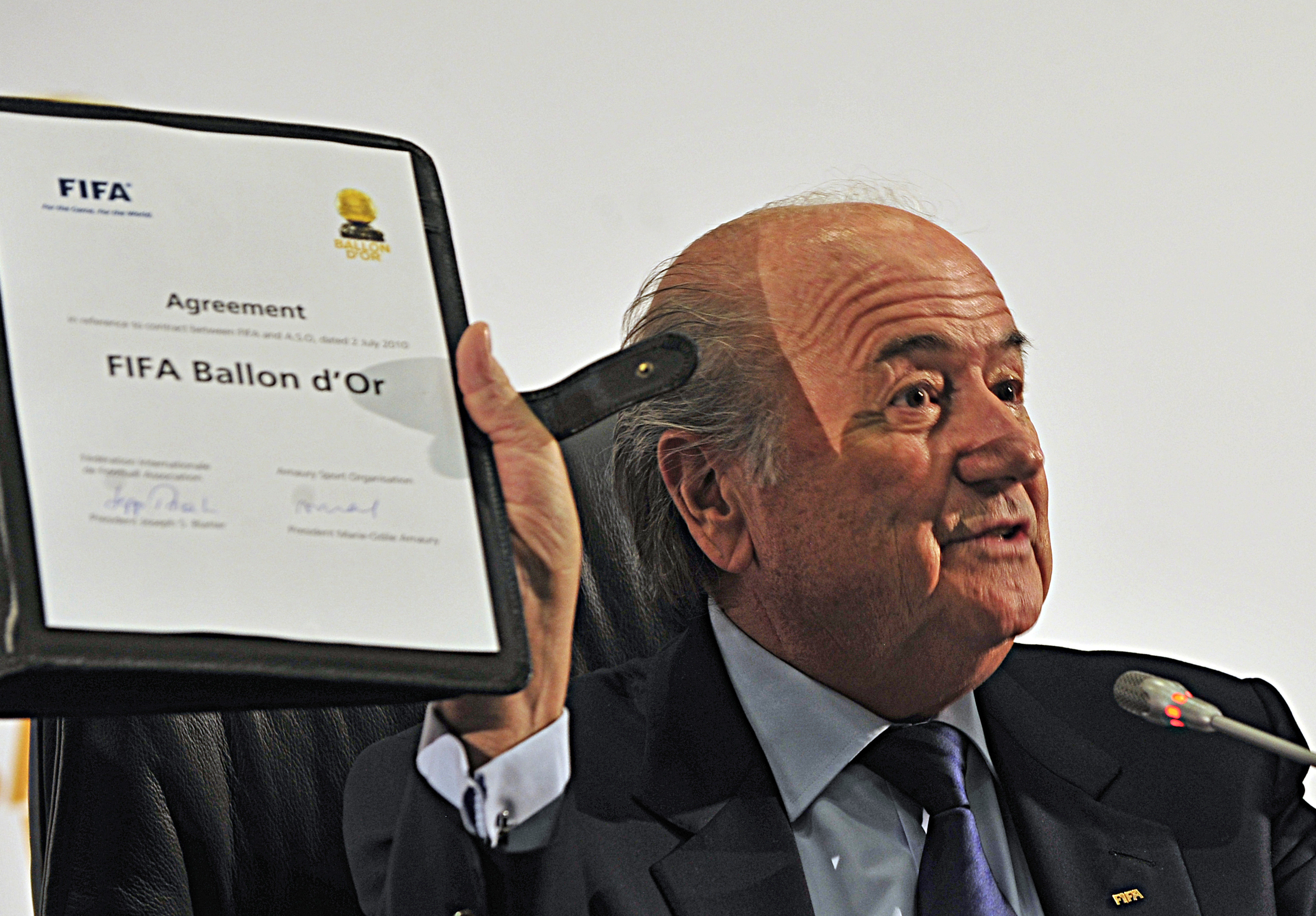
국제 축구 연맹 회장 제프 블라터가 FIFA 발롱도르상 제정 협의서를 들어보이고 있다.

FIFA 발롱도르(FIFA Ballon d'or)는 매년 세계에서 가장 훌륭한 활약을 보여준 축구 선수에게 수여하던 국제 축구 연맹(FIFA)의 축구상이다.
프랑스의 축구 전문지인 《프랑스 풋볼》(France Football)이 주관하는 권위있는 축구상인 발롱도르와 FIFA가 수여하는 FIFA 올해의 선수가 하나로 통합된 것으로서 2010년부터 2015년까지 수여되었다. 투표는 각국 대표팀 감독과 주장, 기자단에 의해 이루어졌다. 2016년 《프랑스 풋볼》이 FIFA와의 파트너십 관계를 종료하기로 결정하면서 폐지되었다. 이에 따라 FIFA는 2016년에 더 베스트 FIFA 풋볼 어워드를 신설했다.

## 역대 수상자

### 남자 선수 부문

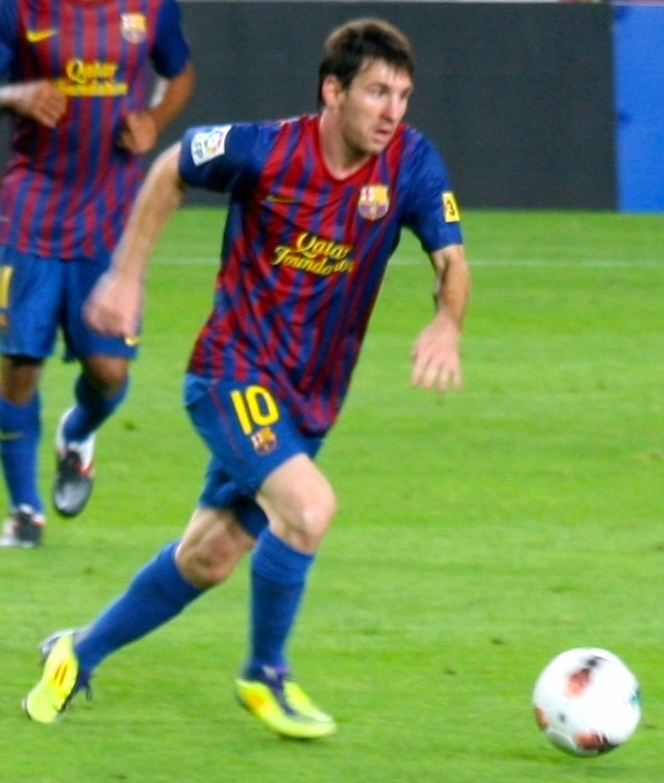
2010년부터 2012년, 2015년에 FIFA 발롱도르를 수상한 리오넬 메시

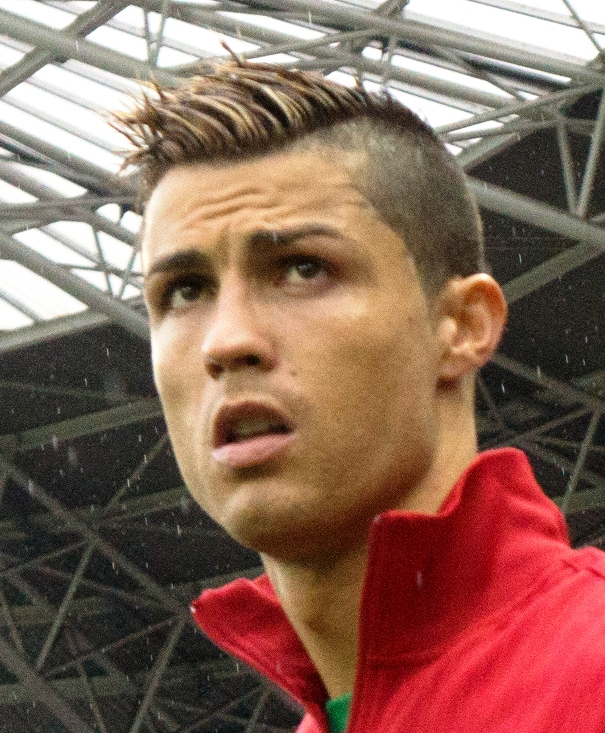
2013년부터 2014년까지 FIFA 발롱도르를 수상한 크리스티아누 호날두

| 2010년 이전까지 세계 최고의 선수는 발롱도르 또는 FIFA 올해의 선수상을 수상하였다. |                                     |                                     |                                  |
| 연도                                                                              | 1위                                 | 2위                                 | 3위                              |
| 2010년                                                                            | 리오넬 메시 (바르셀로나)            | 안드레스 이니에스타 (바르셀로나)    | 사비 에르난데스 (바르셀로나)     |
| 2011년                                                                            | 리오넬 메시 (바르셀로나)            | 크리스티아누 호날두 (레알 마드리드) | 사비 에르난데스 (바르셀로나)     |
| 2012년                                                                            | 리오넬 메시 (바르셀로나)            | 크리스티아누 호날두 (레알 마드리드) | 안드레스 이니에스타 (바르셀로나) |
| 2013년                                                                            | 크리스티아누 호날두 (레알 마드리드) | 리오넬 메시 (바르셀로나)            | 프랑크 리베리 (바이에른 뮌헨)    |
| 2014년                                                                            | 크리스티아누 호날두 (레알 마드리드) | 리오넬 메시 (바르셀로나)            | 마누엘 노이어 (바이에른 뮌헨)    |
| 2015년                                                                            | 리오넬 메시 (바르셀로나)            | 크리스티아누 호날두 (레알 마드리드) | 네이마르 (바르셀로나)            |

### 남자 감독 부문
| 연도   | 순위             | 감독       | 국적                | 팀 |
| ------ | ---------------- | ---------- | ------------------- | -- |
| 2010년 |                  |            |                     |    |
| 1위    | #~               | 포르투갈   | 인테르나치오날레    |    |
| 2위    | 비센테 델 보스케 | 스페인     | 스페인              |    |
| 3위    | 펩 과르디올라    | 스페인     | 바르셀로나          |    |
| 2011년 |                  |            |                     |    |
| 1위    | 펩 과르디올라    | 스페인     | 바르셀로나          |    |
| 2위    | 조세 무리뉴      | 포르투갈   | 레알 마드리드       |    |
| 3위    | 알렉스 퍼거슨    | 스코틀랜드 | 맨체스터 유나이티드 |    |
| 2012년 |                  |            |                     |    |
| 1위    | 비센테 델 보스케 | 스페인     | 스페인              |    |
| 2위    | 조세 무리뉴      | 포르투갈   | 레알 마드리드       |    |
| 3위    | 펩 과르디올라    | 스페인     | 바르셀로나          |    |
| 2013년 |                  |            |                     |    |
| 1위    | 유프 하인케스    | 독일       | 바이에른 뮌헨       |    |
| 2위    | 알렉스 퍼거슨    | 스코틀랜드 | 맨체스터 유나이티드 |    |
| 3위    | 위르겐 클롭      | 독일       | 도르트문트          |    |
| 2014년 |                  |            |                     |    |
| 1위    | 요아힘 뢰브      | 독일       | 독일                |    |
| 2위    | 카를로 안첼로티  | 이탈리아   | 레알 마드리드       |    |
| 3위    | 디에고 시메오네  | 아르헨티나 | 아틀레티코 마드리드 |    |
| 2015년 |                  |            |                     |    |
| 1위    | 루이스 엔리케    | 스페인     | 바르셀로나          |    |
| 2위    | 펩 과르디올라    | 스페인     | 바이에른 뮌헨       |    |
| 3위    | 호르헤 삼파올리  | 아르헨티나 | 칠레                |    |

### FIFA/FIFPro 월드 베스트 XI
| 연도   | 포지션                | 선수       | 국적                | 클럽 |
| ------ | --------------------- | ---------- | ------------------- | ---- |
| 2010년 |                       |            |                     |      |
| GK     | 이케르 카시야스       | 스페인     | 레알 마드리드       |      |
| DF     | 마이콩                | 브라질     | 인테르나치오날레    |      |
| DF     | 카를레스 푸욜         | 스페인     | 바르셀로나          |      |
| DF     | 제라르드 피케         | 스페인     | 바르셀로나          |      |
| DF     | 루시우                | 브라질     | 인테르나치오날레    |      |
| MF     | 베슬러이 스네이더르   | 네덜란드   | 인테르나치오날레    |      |
| MF     | 사비 에르난데스       | 스페인     | 바르셀로나          |      |
| MF     | 안드레스 이니에스타   | 스페인     | 바르셀로나          |      |
| FW     | 크리스티아누 호날두   | 포르투갈   | 레알 마드리드       |      |
| FW     | 다비드 비야           | 스페인     | 바르셀로나          |      |
| FW     | 리오넬 메시           | 아르헨티나 | 바르셀로나          |      |
| 2011년 |                       |            |                     |      |
| GK     | 이케르 카시야스       | 스페인     | 레알 마드리드       |      |
| DF     | 다니엘 알베스         | 브라질     | 바르셀로나          |      |
| DF     | 제라르드 피케         | 스페인     | 바르셀로나          |      |
| DF     | 세르히오 라모스       | 스페인     | 레알 마드리드       |      |
| DF     | 네마냐 비디치         | 세르비아   | 맨체스터 유나이티드 |      |
| MF     | 사비 알론소           | 스페인     | 레알 마드리드       |      |
| MF     | 안드레스 이니에스타   | 스페인     | 바르셀로나          |      |
| MF     | 사비 에르난데스       | 스페인     | 바르셀로나          |      |
| FW     | 크리스티아누 호날두   | 포르투갈   | 레알 마드리드       |      |
| FW     | 리오넬 메시           | 아르헨티나 | 바르셀로나          |      |
| FW     | 웨인 루니             | 잉글랜드   | 맨체스터 유나이티드 |      |
| 2012년 |                       |            |                     |      |
| GK     | 이케르 카시야스       | 스페인     | 레알 마드리드       |      |
| DF     | 다니엘 알베스         | 브라질     | 바르셀로나          |      |
| DF     | 제라르드 피케         | 스페인     | 바르셀로나          |      |
| DF     | 세르히오 라모스       | 스페인     | 레알 마드리드       |      |
| DF     | 마르셀루              | 브라질     | 레알 마드리드       |      |
| MF     | 사비 알론소           | 스페인     | 레알 마드리드       |      |
| MF     | 안드레스 이니에스타   | 스페인     | 바르셀로나          |      |
| MF     | 사비 에르난데스       | 스페인     | 바르셀로나          |      |
| FW     | 크리스티아누 호날두   | 포르투갈   | 레알 마드리드       |      |
| FW     | 리오넬 메시           | 아르헨티나 | 바르셀로나          |      |
| FW     | 라다멜 팔카오         | 콜롬비아   | 아틀레티코 마드리드 |      |
| 2013년 |                       |            |                     |      |
| GK     | 마누엘 노이어         | 독일       | 바이에른 뮌헨       |      |
| DF     | 다니엘 알베스         | 브라질     | 바르셀로나          |      |
| DF     | 티아구 시우바         | 브라질     | 파리 생제르맹       |      |
| DF     | 세르히오 라모스       | 스페인     | 레알 마드리드       |      |
| DF     | 필리프 람             | 독일       | 바이에른 뮌헨       |      |
| MF     | 프랑크 리베리         | 프랑스     | 바이에른 뮌헨       |      |
| MF     | 사비 에르난데스       | 스페인     | 바르셀로나          |      |
| MF     | 안드레스 이니에스타   | 스페인     | 바르셀로나          |      |
| FW     | 크리스티아누 호날두   | 포르투갈   | 레알 마드리드       |      |
| FW     | 리오넬 메시           | 아르헨티나 | 바르셀로나          |      |
| FW     | 즐라탄 이브라히모비치 | 스웨덴     | 파리 생제르맹       |      |
| 2014년 |                       |            |                     |      |
| GK     | 마누엘 노이어         | 독일       | 바이에른 뮌헨       |      |
| DF     | 세르히오 라모스       | 스페인     | 레알 마드리드       |      |
| DF     | 치아구 시우바         | 브라질     | 파리 생제르맹       |      |
| DF     | 다비드 루이스         | 브라질     | 파리 생제르맹       |      |
| DF     | 필리프 람             | 독일       | 바이에른 뮌헨       |      |
| MF     | 안드레스 이니에스타   | 스페인     | 바르셀로나          |      |
| MF     | 토니 크로스           | 독일       | 레알 마드리드       |      |
| MF     | 앙헬 디 마리아        | 아르헨티나 | 맨체스터 유나이티드 |      |
| FW     | 아르연 로번           | 네덜란드   | 바이에른 뮌헨       |      |
| FW     | 리오넬 메시           | 아르헨티나 | 바르셀로나          |      |
| FW     | 크리스티아누 호날두   | 포르투갈   | 레알 마드리드       |      |
| 2015년 |                       |            |                     |      |
| GK     | 마누엘 노이어         | 독일       | 바이에른 뮌헨       |      |
| DF     | 다니엘 알베스         | 브라질     | 바르셀로나          |      |
| DF     | 치아구 시우바         | 브라질     | 파리 생제르맹       |      |
| DF     | 세르히오 라모스       | 스페인     | 레알 마드리드       |      |
| DF     | 마르셀루              | 브라질     | 레알 마드리드       |      |
| MF     | 루카 모드리치         | 크로아티아 | 레알 마드리드       |      |
| MF     | 안드레스 이니에스타   | 스페인     | 바르셀로나          |      |
| MF     | 폴 포그바             | 프랑스     | 유벤투스            |      |
| FW     | 크리스티아누 호날두   | 포르투갈   | 레알 마드리드       |      |
| FW     | 리오넬 메시           | 아르헨티나 | 바르셀로나          |      |
| FW     | 네이마르              | 브라질     | 바르셀로나          |      |

### 여자 선수 부문
| 연도   | 순위                | 선수   | 국적                                | 클럽 |
| ------ | ------------------- | ------ | ----------------------------------- | ---- |
| 2010년 |                     |        |                                     |      |
| 1위    | 마르타              | 브라질 | FC 골드 프라이드                    |      |
| 2위    | 파트미레 바이라마이 | 독일   | 투르비네 포츠담                     |      |
| 3위    | 비르기트 프린츠     | 독일   | 프랑크푸르트                        |      |
| 2011년 |                     |        |                                     |      |
| 1위    | 사와 호마레         | 일본   | INAC 고베 레오네사                  |      |
| 2위    | 마르타              | 브라질 | 웨스턴 뉴욕 플래시                  |      |
| 3위    | 애비 웜백           | 미국   | 매직잭                              |      |
| 2012년 |                     |        |                                     |      |
| 1위    | 애비 웜백           | 미국   | 매직잭                              |      |
| 2위    | 마르타              | 브라질 | 튀레쇠 FF                           |      |
| 3위    | 앨릭스 모건         | 미국   | 시애틀 사운더스                     |      |
| 2013년 |                     |        |                                     |      |
| 1위    | 나딘 앙거러         | 독일   | 1. FFC 프랑크푸르트 / 브리즈번 로어 |      |
| 2위    | 애비 웜백           | 미국   | 웨스턴 뉴욕 플래시                  |      |
| 3위    | 마르타              | 브라질 | 튀레쇠 FF                           |      |
| 2014년 |                     |        |                                     |      |
| 1위    | 나딘 케슬러         | 독일   | VfL 볼프스부르크                    |      |
| 2위    | 마르타              | 브라질 | 튀레쇠 FF / FC 로셍오르드           |      |
| 3위    | 애비 웜백           | 미국   | 웨스턴 뉴욕 플래시                  |      |
| 2015년 |                     |        |                                     |      |
| 1위    | 칼리 로이드         | 미국   | 휴스턴 대시                         |      |
| 2위    | 첼리아 샤시치       | 독일   | 1. FFC 프랑크푸르트                 |      |
| 3위    | 미야마 아야         | 일본   | 웨스턴 뉴욕 플래시                  |      |

### 여자 감독 부문
| 연도   | 순위            | 감독     | 국적             | 팀 |
| ------ | --------------- | -------- | ---------------- | -- |
| 2010년 |                 |          |                  |    |
| 1위    | 질비아 나이트   | 독일     | 독일             |    |
| 2위    | 마렌 마이네르트 | 독일     | 독일 U-20        |    |
| 3위    | 피아 순드하게   | 스웨덴   | 미국             |    |
| 2011년 |                 |          |                  |    |
| 1위    | 사사키 노리오   | 일본     | 일본             |    |
| 2위    | 피아 순드하게   | 스웨덴   | 미국             |    |
| 3위    | 브뤼노 비니     | 프랑스   | 프랑스           |    |
| 2012년 |                 |          |                  |    |
| 1위    | 피아 순드하게   | 스웨덴   | 미국             |    |
| 2위    | 사사키 노리오   | 일본     | 일본             |    |
| 3위    | 브뤼노 비니     | 프랑스   | 프랑스           |    |
| 2013년 |                 |          |                  |    |
| 1위    | 질비아 나이트   | 독일     | 독일             |    |
| 2위    | 랄프 켈레르만   | 독일     | VfL 볼프스부르크 |    |
| 3위    | 피아 순드하게   | 스웨덴   | 스웨덴           |    |
| 2014년 |                 |          |                  |    |
| 1위    | 랄프 켈레르만   | 독일     | VfL 볼프스부르크 |    |
| 2위    | 마렌 마이네르트 | 독일     | 독일 U-20        |    |
| 3위    | 사사키 노리오   | 일본     | 일본             |    |
| 2015년 |                 |          |                  |    |
| 1위    | 질 엘리스       | 잉글랜드 | 미국             |    |
| 2위    | 사사키 노리오   | 일본     | 일본             |    |
| 3위    | 마크 샘프슨     | 웨일스   | 잉글랜드         |    |

## 같이 보기
- 더 베스트 FIFA 풋볼 어워드
- 발롱도르
- FIFA 올해의 선수